# Verdfuèlh
Verdfuèlh (en francès Verfeuil) és un municipi francès situat al departament del Gard i a la regió d'Occitània.